# Кобахидзе, Владимир Ильич
Владимир Ильич Кобахидзе — советский хозяйственный и политический деятель.

## Биография
Родился в 1922 году в Тбилиси. Член КПСС.
Участник Великой Отечественной войны: командир орудия, начальник штаба 51-го отдельного гвардейского миномётного дивизиона 319-го гвардейского миномётного Новгородского Краснознаменного полка
Окончил Грузинский политехнический институт им. C.М. Кирова.
В 1946—1949 гг. — секретарь комитета комсомола института, первый секретарь Первомайского райкома комсомола г. Тбилиси.
В 1952—1959 гг. — инструктор отдела, заместитель заведующего, заведующий отделом ЦК КП Грузии.
В 1959—1972 гг. — начальник отдела Совета Министров Грузинской ССР, заведующий отделом Комитета народного контроля Грузинской ССР.
В 1972—1975 гг. — первый секретарь Руставского горкома Компартии Грузии.
В 1975—1987 гг. — министр связи Грузинской ССР.
Избирался депутатом Верховного Совета Грузинской ССР 9-11-го созывов.
Жил в Тбилиси.

## Награды
- Орден Октябрьской Революции (1986)
- Орден Отечественной войны I степени (1985)
- Орден Отечественной войны II степени (1944)
- Орден Трудового Красного Знамени
- Орден Александра Невского (1944)
- Орден Красной Звезды (1945)
- Орден Знак Почёта (дважды)
- Медаль «За отвагу» (1942)